# Маряни (Куявсько-Поморське воєводство)
Маряни (пол. Mariany) — село в Польщі, у гміні Ковалево-Поморське Ґолюбсько-Добжинського повіту Куявсько-Поморського воєводства.
Населення — 153 особи (2011).
У 1975-1998 роках село належало до Торунського воєводства.

## Демографія
Демографічна структура станом на 31 березня 2011 року:
|          | Загалом | Допрацездатний вік | Працездатний вік | Постпрацездатний вік |
| -------- | ------- | ------------------ | ---------------- | -------------------- |
| Чоловіки | 82      | 21                 | 53               | 8                    |
| Жінки    | 71      | 18                 | 42               | 11                   |
| Разом    | 153     | 39                 | 95               | 19                   |